# Xã Union, Quận Houston, Minnesota
Xã Union (tiếng Anh: Union Township) là một xã thuộc quận Houston, tiểu bang Minnesota, Hoa Kỳ. Năm 2010, dân số của xã này là 370 người.